# Neubukow
Neubukow est une ville du Mecklembourg-Poméranie-Occidentale, en Allemagne.

## Géographie
Neubukow est située entre Rostock et Wismar, à environ 11 km de la côte de la mer Baltique.

## Jumelages
- Steinfurt (Allemagne) depuis 1990
- Reinfeld (Holstein) (Allemagne) depuis 1991

## Personnalités
- Heinrich Schliemann (1822-1890), archéologue né à Neubukow.
- Emma Engelmann (1853-1940), pianiste née à Neubukow.
- Klaus Schlüter (né en 1939), homme politique né dans la banlieue de Neubukow.